# Venelin Khubenov
Venelin Khubenov (em búlgaro:  Венелин Хубенов, 19 de abril de 1959) é um ex-ciclista olímpico búlgaro. Representou sua nação nos Jogos Olímpicos de Verão de 1980, na prova de contrarrelógio por equipes (100 km).